# Motherfucker

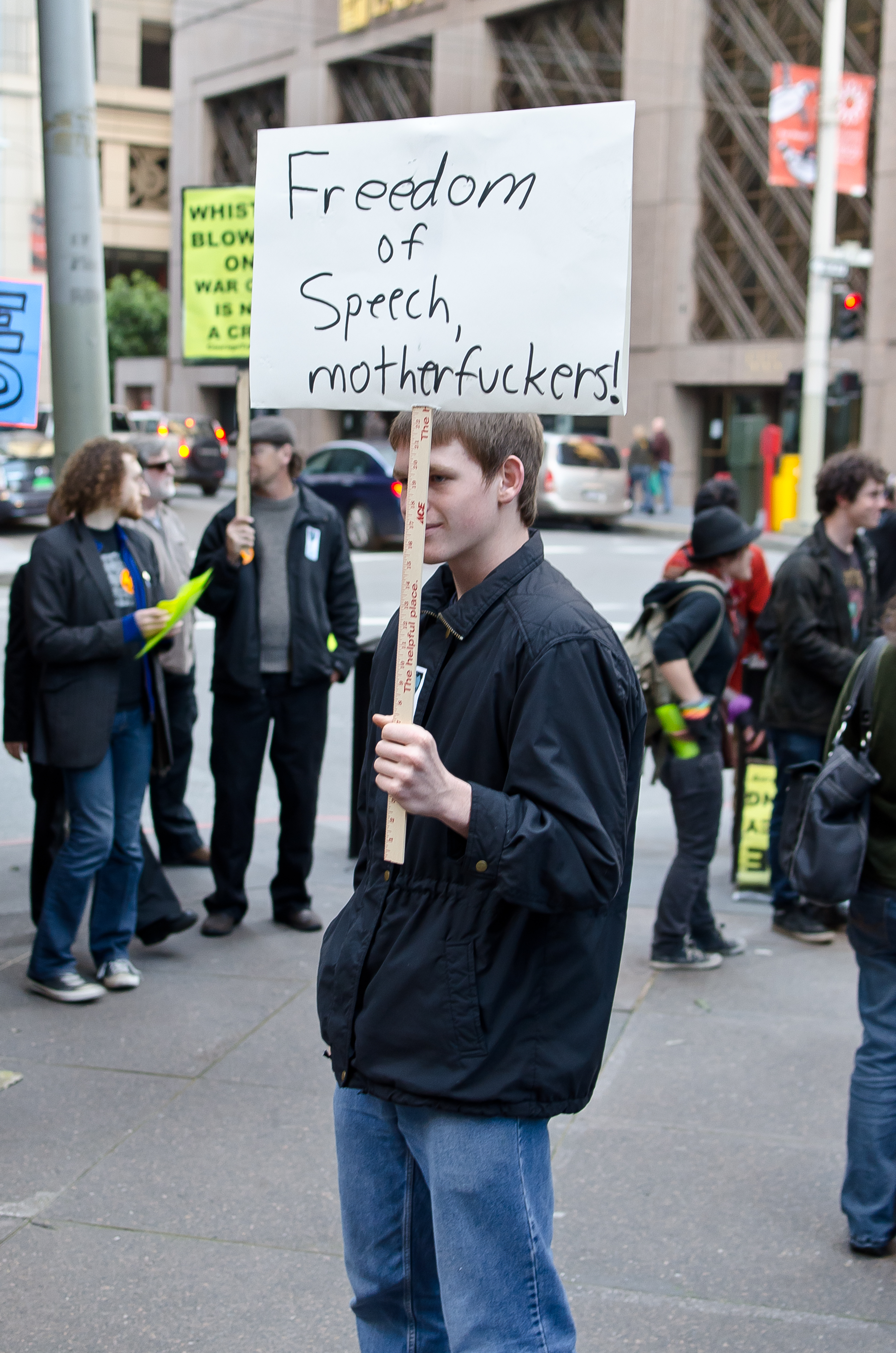
Une pancarte indiquant "Freedom of speech, motherfuckers!" (traduction: Liberté d'expression, enfoirés !).

 (mars 2020).
Motherfucker (prononcé en anglais : /ˈmʌðərfʌkər/; parfois abrégé mofo, mf, ou mf'er) est une expression américaine perçue comme vulgaire. C'est une variation du mot fuck. Alors que le mot est habituellement considéré comme très offensant, il n'est que rarement utilisé au sens littéral, de quelqu'un qui aurait une activité sexuelle avec la mère d'une autre personne, ou sa propre mère. Cela désigne davantage une personne méchante, vicieuse, ou est utilisé comme injonction dans une situation particulièrement difficile ou frustrante. A contrario, l'expression peut également signifier l'admiration envers quelqu'un, comme dans l'expression badass motherfucker, qui désigne une personne confiante et sans crainte.

## Étymologie
Motherfucker est la contraction de deux mots, mother (« mère ») et de fucker (« baiseur »), signifiant « baiseur de mère ».

## Variante
En anglais, les variantes de "motherfucker" incluent "motherflipper", "motherfather", "fatherfucker", "brotherfucker", "sisterfucker", "motherhumper", "mothertrucker", "mothersucker", "motherfugger", "unclefucker"(d'une chanson dans le film "South Park: Bigger, Longer & Uncut") et "auntfucker". Les termes dérivés en anglais incluent "motherfuck" et "motherfucking".
Le mot peut être spécifiquement traduit en français par "enfoiré" ou "emmerdeur".

## Litterature
- The Compleat Motherfucker: A History of the Mother of All Dirty Words un livre de Jim Dawson

### Remarques
1. ↑  Le titre dans le doublage français n'est pas l'équivalent exact du titre anglais original.